# Rui Silva (piłkarz)
Rui Tiago Dantas Silva (ur. 7 lutego 1994 w Águas Santas) – portugalski piłkarz występujący na pozycji bramkarza w hiszpańskim klubie Real Betis. Były młodzieżowy reprezentant Portugalii.